# Anaisis Hernández Sarriá
Anaisis Hernández Sarriá (Cienfuegos, 30 de agosto de 1981) es una deportista cubana que compitió en judo.
Participó en dos Juegos Olímpicos de Verano en los años 2004 y 2008, obteniendo una medalla de plata en la edición de Pekín 2008 en la categoría de –70 kg. Ganó una medalla en el Campeonato Mundial de Judo de 2001 y tres medallas en el Campeonato Panamericano de Judo entre los años 2001 y 2004.

## Palmarés internacional
| Juegos Olímpicos        | Juegos Olímpicos                | Juegos Olímpicos  | Juegos Olímpicos |
| Año                     | Lugar                           | Medalla           | Categoría        |
| ----------------------- | ------------------------------- | ----------------- | ---------------- |
| 2008                    | Pekín (China)                   | Medalla de plata  | –70 kg           |
| Campeonato Mundial      |                                 |                   |                  |
| Año                     | Lugar                           | Medalla           | Categoría        |
| 2001                    | Múnich (Alemania)               | Medalla de bronce | –63 kg           |
| Campeonato Panamericano |                                 |                   |                  |
| Año                     | Lugar                           | Medalla           | Categoría        |
| 2001                    | Córdoba (Argentina)             | Medalla de plata  | –63 kg           |
| 2002                    | Santo Domingo (Rep. Dominicana) | Medalla de oro    | –63 kg           |
| 2004                    | Isla de Margarita (Venezuela)   | Medalla de oro    | –70 kg           |